# Michael Rosborg
Michael Rosborg (Silkeborg, 15 maart 1971) is een Deens voormalig wielrenner. Hij reed twee seizoenen voor Home-Jack & Jones. In deze periode wist hij enkel een criterium te winnen maar behaalde enkele top tien plaatsen in kleinere wedstrijden.

## Grote rondes
Geen